# Kalanchoe nyikae
Kalanchoe nyikae är en fetbladsväxtart som beskrevs av Adolf Engler. Kalanchoe nyikae ingår i släktet Kalanchoe och familjen fetbladsväxter. Inga underarter finns listade i Catalogue of Life.